# 17. November (Terrororganisation)

Logo des 17. November

Die Revolutionäre Organisation 17. November (griechisch Επαναστατική Οργάνωση 17 Νοέμβρη Epanastatiki Organosi Dekati Evdomi Noemvri), meist kürzer Dekati Evdomi Noemvri oder 17N, war eine Terrororganisation in Griechenland, die für 23 Morde und über 100 Anschläge verantwortlich war.
Sie vertrat ideologisch eine Mischung aus Marxismus, Kommunismus und Anarchismus.
Die Organisation benannte sich nach der blutigen Niederschlagung des Aufstands am Polytechnio Athen gegen die griechische Militärdiktatur am 17. November 1973.

## Geschichte
Die Gruppierung trat zum ersten Mal 1975 in Erscheinung. Nach der Festnahme einer größeren Anzahl ihrer Mitglieder im Jahre 2002 löste sie sich auf. Die EU und die USA führen die Organisation auf ihren Listen der Terrororganisationen.
Teilweise wird gemutmaßt, dass ehemalige Mitglieder, die der Verhaftung entgehen konnten, an dem seit 2003 aktiven Epanastatikos Agonas (Revolutionärer Kampf) beteiligt sind.

### Anschläge
Die Gruppe 17. November bekannte sich seit 1975 zu 23 Morden und zahlreichen Bombenanschlägen in Griechenland.
Im Einzelnen werden der Organisation folgende Anschläge zugeschrieben:
- 23. Dezember 1975: CIA-Chefagent Richard Welch wird in Psychiko ermordet.
- 13. Dezember 1976: ehemaliger Polizeioffizier Evangelos Mallios in Paleo Faliro ermordet.
- 16. Januar 1980: Polizei-Vizedirektor Pandelis Petrou und sein Fahrer Sotiris Stamoulis in Pangrati ermordet.
- 15. November 1983: US-Flottenkapitän George Tsantes, Chef der JUSMAGG, und sein Fahrer Nikos Veloutsos in Psychiko ermordet.
- 3. April 1984: JUSMAGG[6]-Offizier Robert Chant überlebt Angriff in Elliniko.
- 21. Februar 1985:  Nikos Momferato, Herausgeber der rechtsgerichteten Zeitung Apogevmatini, und sein Fahrer Panagiotis Roussetis in Kolonaki ermordet.
- 26. November 1985: Polizeibus in Kesariani gesprengt, Offizier N. Georgakopoulos ermordet.
- 8. April 1986: Industrieller Dimitris Angelopoulos in Kolonaki ermordet.
- 5. Oktober 1986: Bombenangriffe auf vier Finanzämter.
- 4. Februar 1987: Zacharias Kapsalakis in Chalandri bei Angriff verletzt.
- 24. April 1987: 11 amerikanische Soldaten bei Anschlag auf Luftwaffenbus in Rendi verletzt.
- 10. August 1987: Neun Amerikaner bei Bombenexplosion in Bus in Kavouri verletzt.
- 21. Januar 1988: Versuchter Mordanschlag  auf US-Vertreter George Karos in Filothei.
- 1. März 1988: Industrieller Alexandros Athanasiadis-Bodosakis in Filothei getötet.
- 23. März 1988: Vier Fahrzeuge türkischer Diplomaten in Pangrati bei Bombenanschlag beschädigt.
- 28. Juni 1988: US-Militärattaché William Nordeen durch Autobombe in Kifissia ermordet.
- 14. August 1988: Überfall auf die Polizeistation Vyronas durch sechs Mitglieder des 17. November; Waffen werden entwendet.
- 10. Januar 1989: Staatsanwalt Konstantinos Androulidakis an den Beinen verletzt; er verstirbt einen Monat später.
- 18. Januar 1989: Staatsanwalt Panagiotis Tarasouleas in Maroussi verletzt.
- 22. Februar 1989: Bombenanschläge auf Luxuswohnungen in Kolonaki, Chalandri und Vrilissia.
- 8. Mai 1989: Giorgos Petsos bei Bombenanschlag auf sein Auto in Filothei verletzt.
- 26. September 1989: Parlamentsabgeordneter Pavlos Bakogiannis in Kolonaki ermordet.
- 25. Dezember 1989:  Mitglieder des 17. November entwenden aus Armeelager in Sykouri Raketen und Munition. Wenige Monate später beginnt eine Serie von Raketenanschlägen.
- 3. Februar 1990:  Mitglieder des 17. November stehlen Panzerfäuste aus dem Kriegsmuseum.
- 15. Mai 1990: 23 Bombenexplosionen erschüttern Ekali im Norden Athens.
- 10. Juni 1990: Erster Raketenanschlag, auf Büros von Procter & Gamble.
- 20. November 1990: Unternehmer Vardis Vardinogiannis entkommt unverletzt einem Anschlag durch drei Raketen gegen sein gepanzertes Fahrzeug in Erythrea nördlich von Athen.
- 16. Dezember 1990: Zwei Raketen werden auf das Büro der EG in der Leoforos Vasilissis Sofias im Zentrum Athens abgefeuert.
- 24. Januar 1991: Bombenanschlag auf das Haus des französischen Militärattachés in Metz.
- 28. Januar 1991: Raketeneinschlag in der American Express Bank in der Panepistimou-Straße im Zentrum Athens.
- 29. Januar 1991: Raketeneinschlag in Büros der BP in der Kifissias-Avenue.
- 10. März 1991: Fünf Touristenbusse  werden durch Bombenexplosionen in den Athener Stadtteilen Galatsi und Ano Kypseli beschädigt.
- 13. März 1991: US-Unteroffizier Ronald Stewart bei einer ferngesteuerten Explosion in Ano Glyfada ermordet.
- 31. März 1991: Raketenangriff auf das Pendelikon-Hotel in Kifissia im Norden Athens.
- 27. April 1991: Bombenexplosion auf dem Schlepper Karapiperis im Hafen von Perama.
- 2. Mai 1991: Raketenangriff auf die Public Power Corporation (DEH) in Agii Anargyri.
- 8. Mai 1991: Raketenangriff auf die Siemens-Niederlassung in Maroussi.
- 16. Mai 1991: Raketenangriff auf Halyps Zement in Aspropyrgos.
- 31. Mai 1991: Raketenangriff auf Löwenbräu in Atalanti.
- 16. Juli 1991: Autosprengfalle verletzt den türkischen Geschäftsträger Deniz Bölükbaşı in Psychiko.
- 7. Oktober 1991: Çetin Görgü, Assistent des Presseattaches der türkischen Botschaft, ermordet.
- 2. November 1991: Raketen- und Handgranatenangriff auf Bus eines Überfallkommandos in Exarchia, der Polizeibeamte Giannis Varis (25) wird getötet, sechs weitere Beamte verletzt.
- 8. Dezember 1991: Raketenangriff auf Büros der Gesellschaft Biohalko in Nea Filothei.
- 14. Juli 1992: Raketenangriff auf die Limousine von Finanzminister Ioannis Palaiokrassas am Syntagma-Platz in Athen. Der Passant Athanasios Axarlian, 22, wird ermordet.
- 20. November 1992: Raketenangriff auf das Finanzamt Nea Filadelfia.
- 4. Dezember 1992: Bombenexplosion am Finanzamt Maroussi.
- 21. Dezember 1992: Mitglieder des 17. November verletzen mit Pistolen den Abgeordneten Eleftherios Papadimitriou.
- 11. Februar 1993: Bombenexplosion am Finanzamt Moschato.
- 23. Februar 1993: Bombenexplosion am Finanzamt  Chaidari.
- 3. März 1993: Bombenexplosion am Finanzamt Peristeri.
- 9. März 1993: Raketenangriff auf das Finanzamt Kaminia bei Piräus.
- 11. März 1993: Bombenexplosion am Finanzamt Petroupolis.
- 24. Januar 1994: Michalis Vranopoulos, ehemaliger Gouverneur der National Bank von Griechenland, in Kolonaki ermordet; sein Fahrer Nikos Grispos wird verletzt.
- 11. April 1994: Raketenangriffe auf die Versicherungsbüros Aliko und Nationale Nederlanden. Weitere zwei Raketen auf das britische Lufttransportunternehmen Ark Royal in Piräus verfehlen ihr Ziel.
- 21. April 1994: Bombenexplosion an Miele-Ausstellungsraum in Psychiko.
- 18. Mai 1994: Raketenangriff auf das IBM-Büro in der Filellinon-Straße im Zentrum Athens.
- 4. Juli 1994: Der türkische Diplomat Ömer Sipahioğlu wird ermordet.
- 15. März 1995: Zwei Raketen werden auf die Fernsehstudios Mega in Peania im Nordosten Athens abgefeuert.
- 15. Februar 1996: Raketenangriff auf die US-Botschaft trifft die Außenmauer.
- 28. Mai 1997: Reeder Kostas Peratikos in Piräus ermordet.
- 3. Februar 1998: Bombenanschläge auf McDonald’s-Geschäfte in Chalandri und Vrilissia.
- 19. Februar 1998: Bombenexplosion an General-Motors-Ausstellungsräumen in der Kifissias-Avenue.
- 12. Mai 1998: Bombenexplosion an Chrysler-Ausstellungsräumen in der Katehaki-Avenue und Opel Ausstellungsräumen in Mesogion Avenue.
- 1. April 1999: Raketenangriff auf das PASOK-Hauptquartier in der Charilaou-Trikoupi-Straße in Athen.
- 5. Mai 1999: Drei Raketenangriffe auf verschiedene Banken in Piräus.
- 17. Mai 1999: Rakete trifft das Dach der Residenz des deutschen Botschafters in Chalandri.
- 8. Juni 2000: Der britische Militärattache Stephen Saunders wird in der Kifissias-Avenue in Athen ermordet.

### Strafrechtliche Verfolgung
Der griechischen Polizei gelang es während der drei Jahrzehnte dauernden Aktivität der Gruppe nicht, Mitglieder der Gruppe zu identifizieren oder gar zu verhaften. Im Juni 2002 konnte ein Mitglied der Gruppe schwerverletzt festgenommen werden. Aufgefundene Beweismittel und umfangreiche Aussagen des Schwerverletzten im Krankenhaus führten zur Identifizierung und Verhaftung des harten Kerns der Organisation. Im September desselben Jahres stellte sich auch der flüchtige operative Kopf der Gruppe Dimitris Koufontinas und erklärte die Beendigung der terroristischen Praxis. Die Gruppe gilt seitdem als zerschlagen.
In dem darauf folgenden Prozess wurden 19 Personen angeklagt. Am 17. Dezember 2003 wurden Alexandros Giotopoulos und Dimitris Koufontinas zu einer Strafe von je 21 Mal lebenslänglicher Haft verurteilt. 14 weitere Mitglieder der Organisation erhielten lebenslange oder mehrjährig befristete Gefängnisstrafen. Vier weitere Angeklagte wurden aus Mangel an Beweisen freigesprochen. In zweiter Instanz wurden zwei weitere Angeklagte wegen Verjährung der ihnen vorgeworfenen Taten ebenfalls freigesprochen. Das Strafmaß gegen Giotopoulos wurde auf 17 Mal lebenslängliche Haft reduziert.
Im Januar 2014 floh Christodoulos Xiros, ein ehemaliges Mitglied der Organisation, aus dem Hafturlaub. In einem im Internet veröffentlichten Video drohte er mit neuen Terroranschlägen. Im Januar 2015 wurde er erneut verhaftet. Die griechische Polizei verdächtigt ihn, mit der Verschwörung der Feuerzellen kooperiert zu haben.
Im November 2017 wurde Dimitris Koufontinas zu elfmal lebenslanger Haft plus 25 weiteren Jahren verurteilt. Nach 15 Jahren Haft wurde ihm ein 48-stündiger Freigang gewährt, den er am 9. November antrat. Die Gewährung des Freigangs führte zu Protesten von Diplomaten der USA, der Türkei und des Vereinigten Königreichs. Die Terrororganisation Verschwörung der Feuerzellen widmete ihm hingegen ihre Anschläge mit der Begründung: „Dimitris Koufontinas ist einer der wenigen authentischen Revolutionäre, der niemals aufgab und keine Deals einging.“
2018 wurde Koufontinas, nach 16 Jahren Haft, aus einem Hochsicherheitsgefängnis in ein ländliches Gefängnis verlegt. Das wurde 2019, nach der Wahl von Premierminister Kyriakos Mitsotakis, durch ein Gesetz zurückgenommen. Sympathisanten Koufontinas vermuteten als Ursache die Erschießung eines Schwagers von Mitsotakis (Pavlos Bakogiannis, verheiratet mit Dora Bakogiannis) durch Terroristen der Organisation im Jahr 1989.